# Печора Олександр Андрійович
Олександр Андрійович Печора (народився 12 січня 1951 в селищі Ромодан на Полтавщині) — український поет, гуморист, пісняр.

## До життєпису
За фахом — художник. Працював в міськвиконкомі, в закладах культури та на підприємствах Лубен.
На радіо і телебаченні
Працював диктором та кореспондентом редакції Лубенського міськрайонного радіомовлення, випускаючи й авторські передачі.
Ініціював, організовував та провів радіохітпарад вокально-інструментальних колективів та виконавців пісень місцевих авторів та заключний концерт переможців.
Крім добірок новин готував передачі на літературно-мистецьку, історико-краєзнавчу тематику, також спортивні, гумористичні та передачі для дітей. По обласному радіо звучала його передача «Монастир в риштуванні».
Працював на ефірному та кабельному телебаченні в Лубнах. Зокрема, редактором і ведучим перших тоді україномовних авторських передач «Млин новин», а також «Українські візерунки» та «Спортивний вісник».
Був також відеооператором. Сам готував як сюжетні замальовки так і відеофільми, зокрема «Шевченкові джерела» та інші авторські передачі про митців рідного краю.

## Творчість
Автор поетичних книг:
- «Сивий сонях»,
- «Лікуймо душу»,
- «Жарти-жартами…» (Видавництво «Лубни», 1999, 2001),
- «Межа» (Полтавський літератор, 2003),
- «Вишиванки мамині» (Полтава, видавництво «АСМІ», 2003),
- «Повстали приспані тривоги» (Полтава, ТОВ «РІК», 2009),
- «Яблуко на вітрах» (Полтава: ПП Шевченко Р. В. 2010).

Друкувався в колективних збірках:
- антології поезії полтавських літераторів ХХ століття
- антології літераторів Полтавщини часу незалежності України «Калинове гроно»,
- хрестоматії «Література рідного краю»
- «Посульська муза»,
- «Сонячні перевесла»,
- «Відлуння Василевого Різдва»,
- «Обпалені Чорнобилем»,
- «Дзвінке перо Посулля»,
- «Полтавський сміхограй»,
- «Сміхограйчик»,
- пісенниках «Срібні ручаї», «Посади калину», «Посульські мотиви».

Друкувався в періодичних виданнях: альманасі «Вітрила», журналах «Україна», «Дніпро», «Криниця», «Добромисл», «Бахмутський шлях», «Рідний край», «Склянка часу», «Діє-Слово», альманасі "Усі ми родом з Дитинства: «ОБЕРІГ», альманахах «СКІФІЯ-2012» — ВЕСНА, ЛІТО, ОСІНЬ, ЗИМА та інших виданнях.
Редактор, упорядник, художньо-технічний редактор, дизайнер кількох художніх книг та збірників.
Кілька віршів покладено на музику, записано на диски, виконуються аматорами та майстрами сцени.
Виступає на радіо й телебаченні в Києві, Полтаві, Кременчуці, Лубнах.
Твори розміщує на сайті «Клуб поезії».

## Громадська діяльність
З 1973 року член Лубенського літоб'єднання, з 1993 року член Полтавської спілки літераторів, заступник голови ПСЛ.
Очолює Лубенську міськрайонну організацію товариства «Просвіта».
Заснував і на громадських засадах редагує історико-краєзнавчу і літературно-мистецьку газету «Ріднокрай».
Член Національної спілки журналістів України.

## Відзнаки
Лауреат літературно-мистецьких премій
- імені Василя Симоненка,
- імені Володимира Малика
- імені Леоніда Бразова.